# The Crow, the Owl and the Dove
"The Crow, the Owl and the Dove" é o vigésimo primeiro single da banda finlandesa de metal sinfônico Nightwish, que foi lançado como parte do álbum Imaginaerum em 29 de fevereiro de 2012 pela Nuclear Blast.
O single ainda inclui "The Heart Asks Pleasure First", um cover da canção de mesmo nome do filme O Piano, no qual o Nightwish adicionou os vocais, originalmente registrada por Michael Nyman. A canção foi gravada durante as sessões do álbum Dark Passion Play, porém Nyman não permitiu que ela fosse lançada na época.
A gravadora Nuclear Blast também anunciou um concurso ao fãs para que eles criassem um videoclipe para a canção. O ganhador do primeiro lugar iria ser bonificado com um "ingresso dourado", permitindo acesso a qualquer concerto da Imaginaerum World Tour, um prêmio especial e um encontro com a banda. O concurso encerrou em abril de 2012 e os vencedores foram selecionados pelos membros da banda, gravadora e gestão.

## Faixas
| N.º            | Título                                                   | Compositor(es)                   | Duração |  |
| 1.             | "The Crow, the Owl and the Dove" (versão editada)        | Tuomas Holopainen, Marco Hietala | 3:46    |  |
| 2.             | "The Heart Asks Pleasure First" (cover de Michael Nyman) | Nyman, Holopainen                | 4:21    |  |
| 3.             | "The Crow, the Owl and the Dove"                         | Holopainen, Hietala              | 4:10    |  |
| 4.             | "The Crow, the Owl and the Dove" (versão instrumental)   | Holopainen, Hietala              | 4:08    |  |
| 5.             | "The Heart Asks Pleasure First" (versão instrumental)    | Nyman, Holopainen                | 4:20    |  |
| Duração total: | Duração total:                                           | Duração total:                   | 20:45   |  |

## Desempenho nas paradas
| País      | Parada (2012)           | Melhor posição |
| --------- | ----------------------- | -------------- |
| Finlândia | Suomen virallinen lista | 1              |

## Créditos
A seguir estão listados os músicos e técnicos envolvidos na produção do single "The Crow, the Owl and the Dove":

### A banda
- Tuomas Holopainen – teclado
- Emppu Vuorinen – guitarra
- Jukka Nevalainen – bateria, percussão
- Marco Hietala – baixo, vocais
- Anette Olzon – vocais